# 麦孟华
麦孟华（1875年—1915年），字孺博，号蜕庵，广东顺德人，清末維新派人物。

## 生平
光绪十四年（1888年）入广州学堂，光绪十七年（1891年）入广州万木草堂，成为康有为的学生，并在光緒十九年（1893年）与康有為同科中式举人。
光绪二十一年（1895年）赴京应试，麦与梁启超同寓，时常“相与规划救国政略，并助南海先生奔走国事”。中日将订《马关条约》的消息传到北京后，受康有为嘱咐，鼓动在京各省举人上折拒和，参加“公车上书”。光绪二十三年（1897年），与梁启超、汪康年等在上海创设不缠足会。为《时务报》撰文时，提出“尊君权，抑民权”的主张。光绪二十四年（1898年）春，与梁启超等约同两广、云贵、山陕、浙江等省举人上书，反对租让旅大给沙俄，旋参加保国会。戊戌政变后逃往日本，助梁启超办《清议报》，光绪二十八年（1902年）任《新民丛报》撰述。光緒三十三（1907年）政闻社在东京成立时，被推为常务委员。民国四年（1915年）在上海病故。著有《蜕庵诗词》。